# Call of Duty: Strike Team
Call of Duty: Strike Team — це тактичний шутер, розроблений The Blast Furnace і випущений на мобільні платформи iOS (5 вересня 2013 року) і Android (24 жовтня 2013 року).

## Ігровий процес
Гравці мають можливість перемикатися з точки зору від першої особи на перспективу дрона над головою. З неба гравці можуть командувати своїм загоном шукати укриття, кидати уламки, вогонь і навіть захищати цілі. Цей режим представляє стратегічний ігровий процес, одночасно покращуючи тактику позиціонування та обізнаності на карті. «Ударна команда» використовує сенсорні екрани, доступні на пристроях iOS і Android, дозволяючи гравцям керувати своєю командою за допомогою кількох простих жестів на екрані. Ліва та права сторони екрана діють як віртуальні аналогові ручки для переміщення під час гри в перспективі першого гравця. Крім того, у грі є функція швидкого прицілювання за допомогою маленького стрілки в нижній частині екрана, які використовуються для перемикання між цілями. Натискання однієї зі стрілок переводить прицільну сітку до найближчої цілі.

### Режим кампанії
Дія гри розгортається в підсерії Black Ops у 2020 році, коли гравці очолюють команду Об'єднаних спеціальних операцій США після країна «опиняється у війні з невідомим ворогом». Одиночна гра забезпечує відчуття, подібні до попередніх ігор «Call of Duty». Кампанія складається з цільових місій, де гравці керують ударними групами, які відправляються на певні місії для отримання інформації, усунення цілей або взяття під контроль певної території. Гравці можуть змінювати спорядження та зброю або покращувати переваги (які надають покращення) між місіями. Бонуси можна оновити за допомогою ігрової валюти, отриманої під час місій або через покупки в програмі.
У грі немає багатокористувацького режиму. Крім того, у кампанії є 16 місій у 3 різних місцях, які ви можете досліджувати під час проходження гри.

### Режим виживання
Режим виживання в «Ударній команді» працює так само, як і в режимі виживання в «Modern Warfare 3». Гравці повинні відбиватися від нескінченних хвиль ворогів, керованих штучним інтелектом, на 3 карти, що входять до складу гри, інші доступні для покупки. Складність ігрового режиму зростає, коли гравці просуваються через хвилі. Після завершення гравець отримує винагороду залежно від продуктивності, яку можна використати для придбання боєприпасів або вдосконаленої зброї та броні.

### Режим тимчасової атаки
Новий ігровий режим для гри, який був доступний як безкоштовне оновлення 21 листопада 2013 року для тих, хто вже придбав гру. Режим тимчасової атаки розміщує гравця на будь-яку з уже доступних карт і надсилає ворогів контрольованих штучним інтелектом. Гравці повинні відбиватися від ворожих сил, стежачи при цьому за годинником. Вбивство ворогів нагороджує гравців додатковим часом на годиннику з метою залишатися в живих якомога довше, заробляючи жетони.

### Режим панування
Новий ігровий режим для гри був доступний як безкоштовне оновлення 19 грудня 2013 року (лише для користувачів IOS) для тих, хто вже придбав гру. Новий ігровий режим став доступним для гри на всіх картах «Ударної команди». Мета полягає в тому, щоб захопити й утримати три стратегічні точки на карті протягом певного часу, утримуючи величезну кількість ворожих сил. Чим довше гравець виживає, тим смертоноснішими стають вороги, коли вони прориваються на ігрову карту, щоб спробувати відбити маркери.

## Багатокористувацька гра
У багатокористувацькій грі буде доступна гра до 8 осіб одночасно на одній з 6 карт для мультиплеєра. Карти для гри являють собою невеликі закриті простори. Режими, доступні в багатокористувацькій грі: TDM, Kill Confirmed, Drop Zone, Team Tactical (всі режими: TDM, Kill Confirmed і Drop Zone) і Free-for-All.

## Оцінки та відгуки
| Агрегатор  | Оцінка |
| ---------- | ------ |
| Metacritic | 71/100 |

| Видання       | Оцінка |
| ------------- | ------ |
| Edge          | 5/10   |
| Game Informer | 5/10   |
| GamesMaster   | 56 %   |
| Gamezebo      | [ 13 ] |
| IGN           | 6/10   |
| Pocket Gamer  | [ 6 ]  |
| TouchArcade   | [ 14 ] |

Call of Duty: Strike Team отримала загалом позитивні відгуки згідно з агрегацією рецензій веб-сайтом Metacritic. IGN  поставив грі позитивні бали за її тактичний режим перегляду та постійне розблокування оновленої зброї. Однак незграбна стрільба, складне керування загоном і заплутана історія «Ударної команди» розчарували його.